# Rašica, Ljubljana
Rašica [rašíca] je gručasta vas v Mestni občini Ljubljana.
Rašica je ena najbolj priljubljenih izletniških točk v okolici Ljubljane. Nad naseljem so na vrhu Staneta Kosca (641 mnm) leta 1957 postavili 17 m visok razgledni stolp v spomin na ustanovitev Kamniškega bataljona, pod njim pa je planinska koča, do katere je speljana cesta skozi Srednje Gameljne.

## NOB
Nemški okupator je 20. septembra 1941 požgal Rašico, njene prebivalce pa izgnal na Hrvaško. Nad vasjo je bila 28. avgusta 1941 ustanovljena Rašiška partizanska četa, 27. avgusta 1941 pa Kamniški partizanski bataljon. Po koncu druge svetovne vojne je bila Rašica obnovljena.